# تجاوز جنسی در جنگ

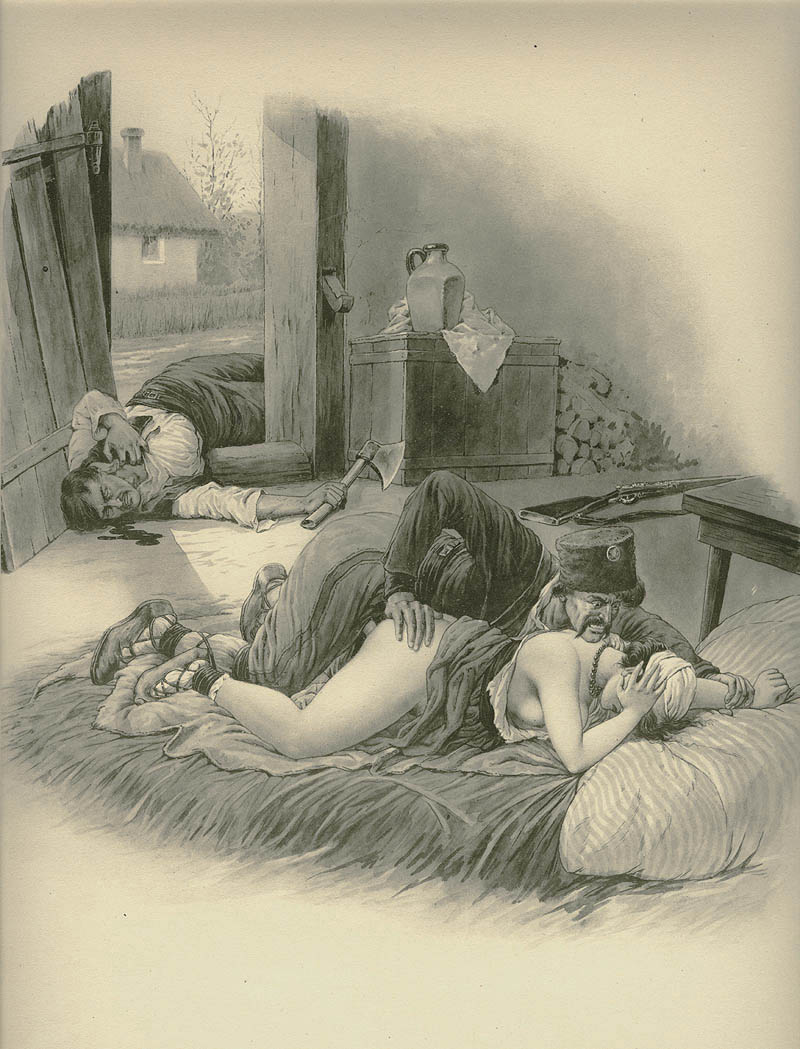
تصویری از تجاوز یک سرباز به یک زن در حالی که شوهرش را به قتل رساند

تجاوز جنسی در جنگ، تجاوز جنسی یا دیگر شکل‌های خشونت جنسی است که توسط سربازان در جریان درگیری مسلحانه، جنگ یا اشغال نظامی اغلب به عنوان غنایم جنگ انجام می‌شود، اما گاهی، به ویژه در درگیری‌های قومی، این پدیده انگیزه‌های جامعه شناختی گسترده‌تری دارد. این تجاوزها متفاوت‌اند از آنچه که در بین سربازان در طول دوران سربازی رخ می‌دهد. تجاوز جنگی همچنین موارد مربوط به فاحشگی تحت اجبار نیروهای اشغال‌کننده را نیز در بر می‌گیرد. تجاوز همچنین زمانی می‌تواند به عنوان نسل‌کشی به رسمیت شناخته شود که به قصد نابودی، به‌طور کلی یا جزئی، یک گروه هدف انجام شود.

## تاریخچه تجاوزهای جنسی جنگی

### تجاوز دسته‌جمعی در جنگ بوسنی

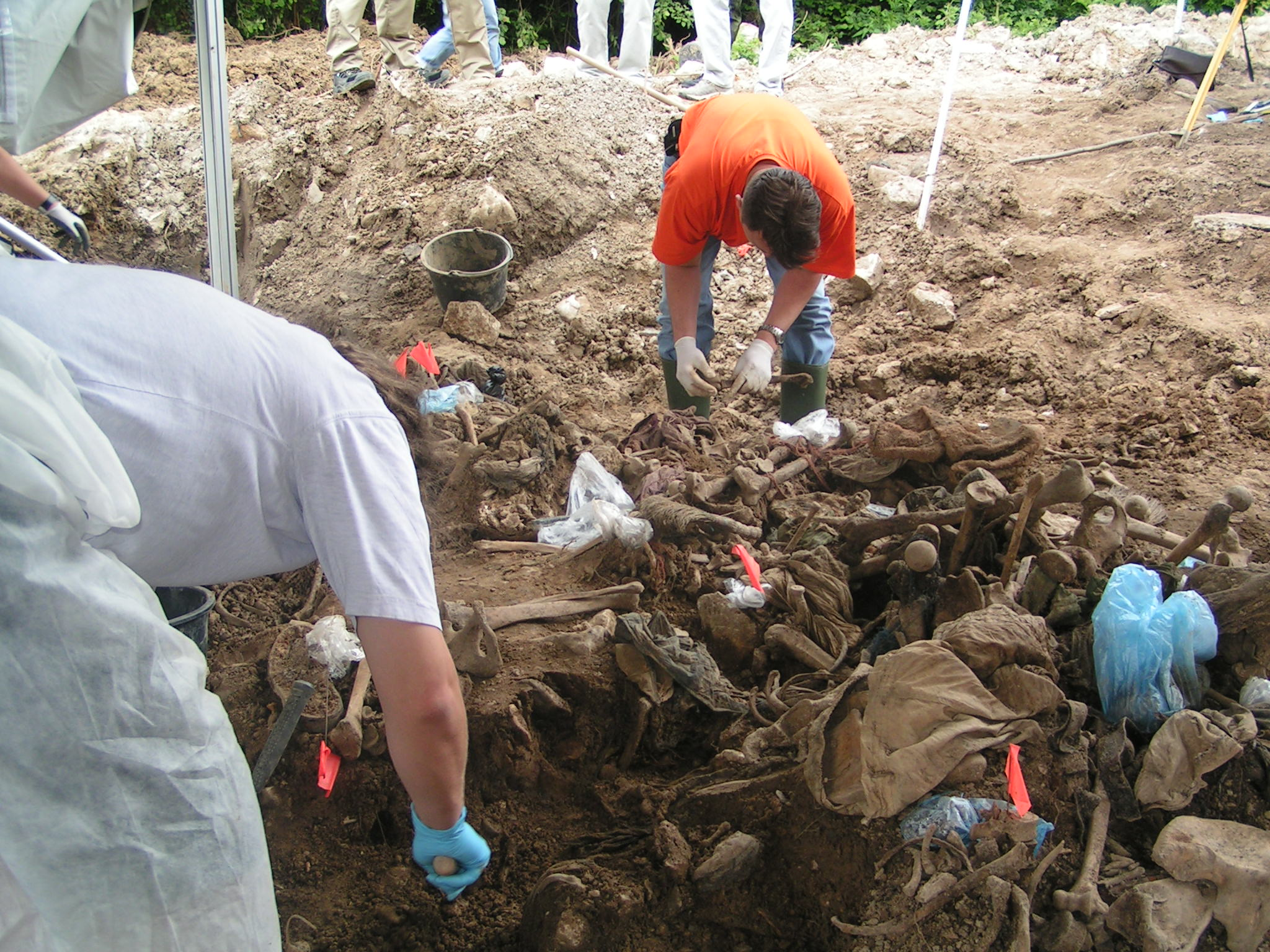
حفاری یک گور دسته جمعی در شرق بوسنی. مردان غیرنظامی فوچا اعدام شدند در حالی که زنان توسط اعضای نیروهای مسلح صرب بوسنی بازداشت و بارها مورد تجاوز قرار گرفتند

در طول جنگ بوسنی، نیروهای صرب استراتژی سوءاستفاده جنسی از هزاران زن و دختر مسلمان بوسنیایی را در پیش گرفتند. اطلاع دقیقی از تعداد قربانیان تجاوز سیستماتیک صرب‌ها در دست نیست اما تخمین‌هایی در حدود ۲۰ تا ۵۰ هزار مورد موجودند. تجاوزهای دسته‌جمعی بیشتر در شرق بوسنی و سارایوو صورت گرفتند. تعداد زیادی از درجه‌داران و سربازان صرب بعدها در دادگاه به انجام جنایت جنگی متهم گشتند.